# イサーク・ティチング
イサーク・ティチング（Isaac Titsingh、1745年1月10日 - 1812年2月2日）は、オランダの外交官、歴史家、日本研究家、商人。在日オランダ商館長（カピタン）、駐清オランダ大使を務めた。姓はチチング、ティツィングとも表記される。
アムステルダム出身。父親はオランダの著名な外科医で彼も外科医となった後、ライデン大学で法学博士号を取得した学者。
ティチングは、東アジアで長く経験を積み、オランダ東インド会社の最高位職を歴任した。江戸時代中期の1779年から1784年の間3度にわたりオランダ商館長として日本に滞在し、1785年には、ベンガルのチンスラでオランダ東インド会社総督に就任した。清との貿易に関心を寄せたティチングは、1795年、実質的なオランダ大使として乾隆帝の治世60年記念式典に列席した。

## 経歴

### 日本滞在期間 1779年 - 1784年

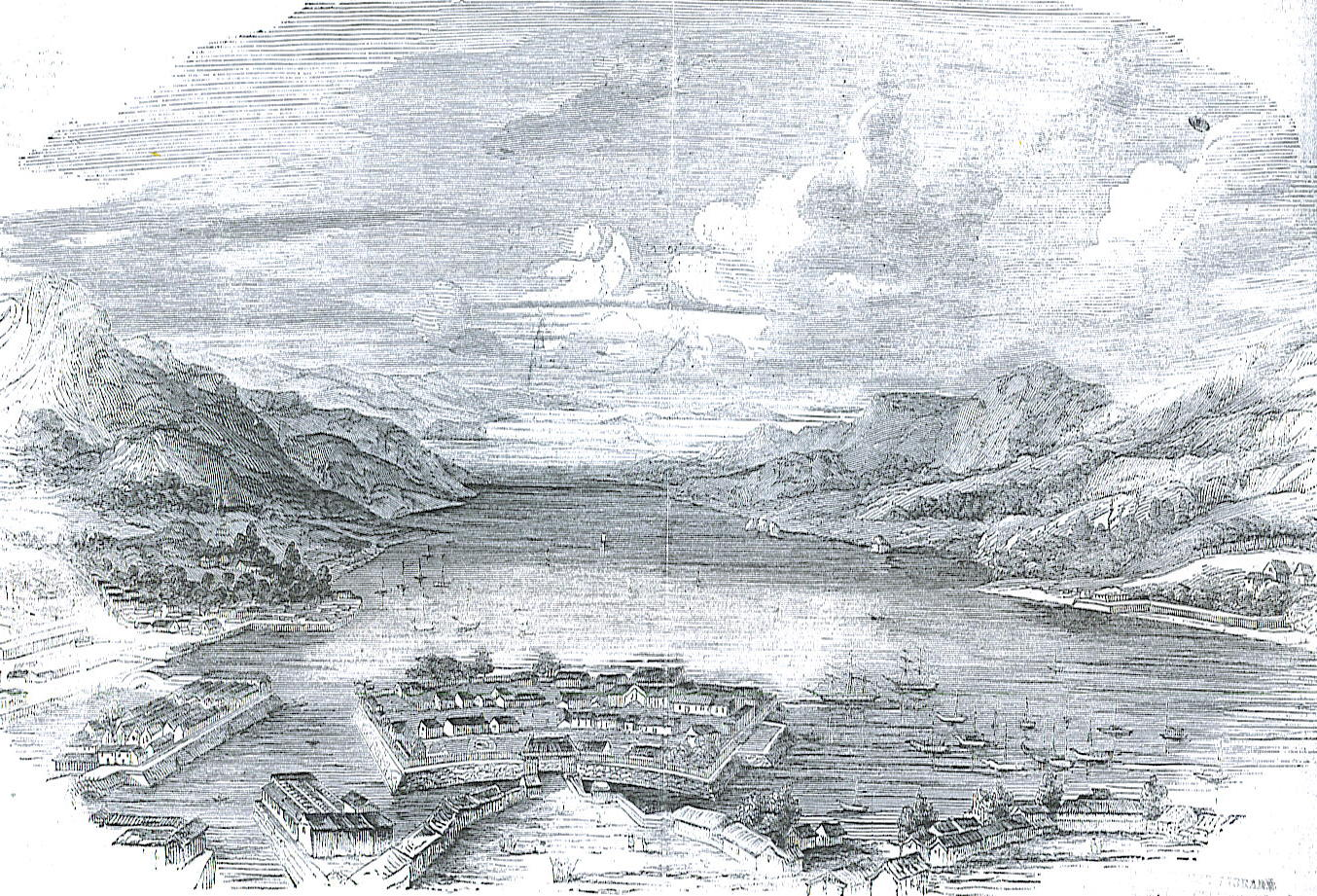
ロンドンニュースで紹介された出島のイラスト（London News・1853年3月26日）

ティチングは日本のオランダ商館長（カピタン）として1779年から1780年、1781年から1783年、そして1784年に派遣された。任期中、日本のオランダ東インド会社商館長の重要性は幕府が推し進める鎖国政策により高まった。16世紀のヨーロッパ人による布教に対し幕府は日本への出入国に死刑を科し、日本人・外国人を問わず出入国ができなくなった。鎖国下の日本での唯一の例外が長崎にある出島のオランダ商館であった。オランダ商館はこの統制下にあって、日本がヨーロッパと唯一交易や科学知識を交換するパイプ役を担った。
一方、ティチングは当時の日本の機密を、11代将軍徳川家斉の岳父であった島津重豪を通して収集していたことが、フランスの博物学者で旅行家のシャルパンティエ・ド・コシニー（Joseph-François Charpentier de Cossigny）らによる「ベンガル航海記」に記載され、その本はオランダ東インド会社が解散した1799年にパリで出版された。
そこには、将軍の義父がティチングと始終文通を行い、ティチングの目的に必要なあらゆる知識と情報を好意的に与え、日本に関する彼のコレクションを増加させているとある。
オランダ商館長は一年に一度の江戸参府を命じられ、江戸にいる間は日本の大名と名目上は同じ立場であった。ティチングは2度の江戸参府を行い、10代将軍徳川家治と謁見した。また江戸では蘭学者（中川淳庵、桂川甫周、朽木昌綱ら）とも積極的に交流した。
ティチングは、日本の社会・文化・風俗に深い関心を寄せ、蘭学者らと頻繁に文通を行うとともに、後に日本に関する著作を残した。特にこの頃の田沼時代の政治・社会情勢や、大岡忠光などの人物像を書き記したことは特筆に価する。
また、神武天皇から正親町天皇（1557年 - 1586年在位）の代までを和文編年体で記した歴史書『日本王代一覧』をオランダ語、フランス語に翻訳して紹介した。

### インド滞在期間 1785年 - 1792年
1785年、ティチングはベンガルのチンスラで東インド会社長官のポストを約束された。
チンスラはカルカッタからフーグリー川を遡った場所に位置し、その周辺はジャングルに覆われている。彼はそこでヨーロッパ社会の理知的な生活を満喫したらしい。ティチングはベンガルの裁判官で言語学者のウィリアム・ジョーンズから「チンスラのマンダリン（官僚）」と評された。

### バタヴィア滞在期間 1792年 - 1793年
ティチングはバタヴィアに戻ると新たに会計職を請け負いその後は海事委員会に加わった。

### 清滞在期間 1794年 - 1795年

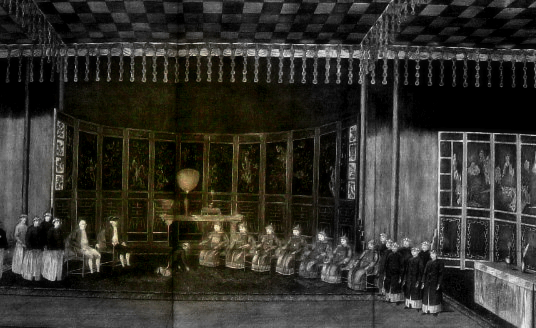
唯一知られているティチングの当時の肖像はファン・ブラームの本に書かれた乾隆帝宮殿内のティチング使節団。ティチングは座して帽子をかぶっている。

1794年とは、オランダ共和国がフランス革命軍によって占領された年である。翌1795年1月、オランダ共和国は滅亡して、フランスの衛星国バタヴィア共和国が建国を宣言した。
オランダ人にとって危機的な時期、ティチングは乾隆帝の治世60年記念式典のため北京の宮殿に赴くオランダ大使に任命された。清国でのティチングの実質的な役割は外交大使であり、同時にオランダ東インド会社代表でもあった。
ティチングは広東から北京に至る厳しい冬の旅を敢行し、ヨーロッパ人がそれまで許されなかった内陸部の各地を目の当たりにすることができた。ティチング一行は新年の式典に間に合うように北京に到着した。前年に失敗に終わったジョージ・マカートニー伯爵を大使とするイギリス大使館とは異なり、ティチングはあらゆる努力を惜しまず、皇帝への三跪九叩頭の礼など複雑な宮殿作法に従った。
ティチングら一行は稀に見る敬意を払われ紫禁城に入城を許され、その後、円明園に入った。歓待は乾隆帝の宮殿で行われ、これは前年にマカートニーらイギリス使節団が拒絶されたこととは対照的であった。
ティチング代表団らの一員にはオランダ系アメリカ人アンドレアス・エベラルドゥス・ファン・ブラーム・ホックヘースト、フランス大使クレティアン・ルイ・ジョゼフ・ド・ギーニュがおり、デ・ギーニュが記した宮殿内での大使館員らの模様は、ヨーロッパとアメリカで出版された。
ティチング使節団の後、次世紀の「阿片戦争」終結までヨーロッパ諸国からの使節団が清国の宮殿に入ることはなかった。

### ヨーロッパ帰還後と晩年 1796年 - 1812年

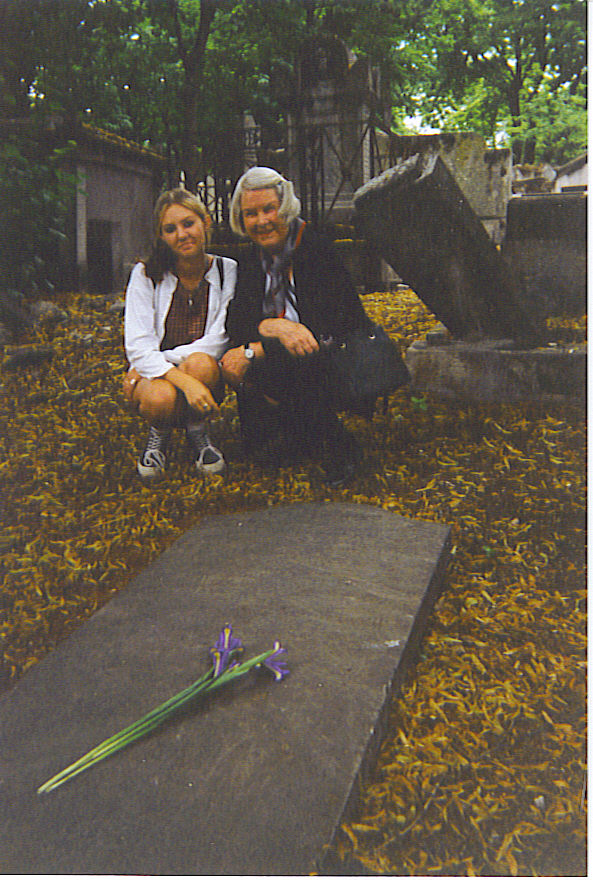
ペール・ラシェーズにあるティチングの墓を訪れた、メアリー・キャンパー＝ティチングさんと孫のメリアー・ドルリナーさん（1996年7月13日）

ティチングは西洋に和算、算額を初めて紹介し、多くの事柄に関する先駆者となってヨーロッパに戻った。1812年2月2日死去。ティチングの墓はパリ最大の墓地ペール・ラシェーズに建てられた。ティチングの墓碑には“イサーク・ティチングここに眠る。オランダ東インド会社相談役。日本や中国への使節。1812年2月2日死去。68歳”とある。

## 著書
ティチングの著書の多くは死後に出版された。

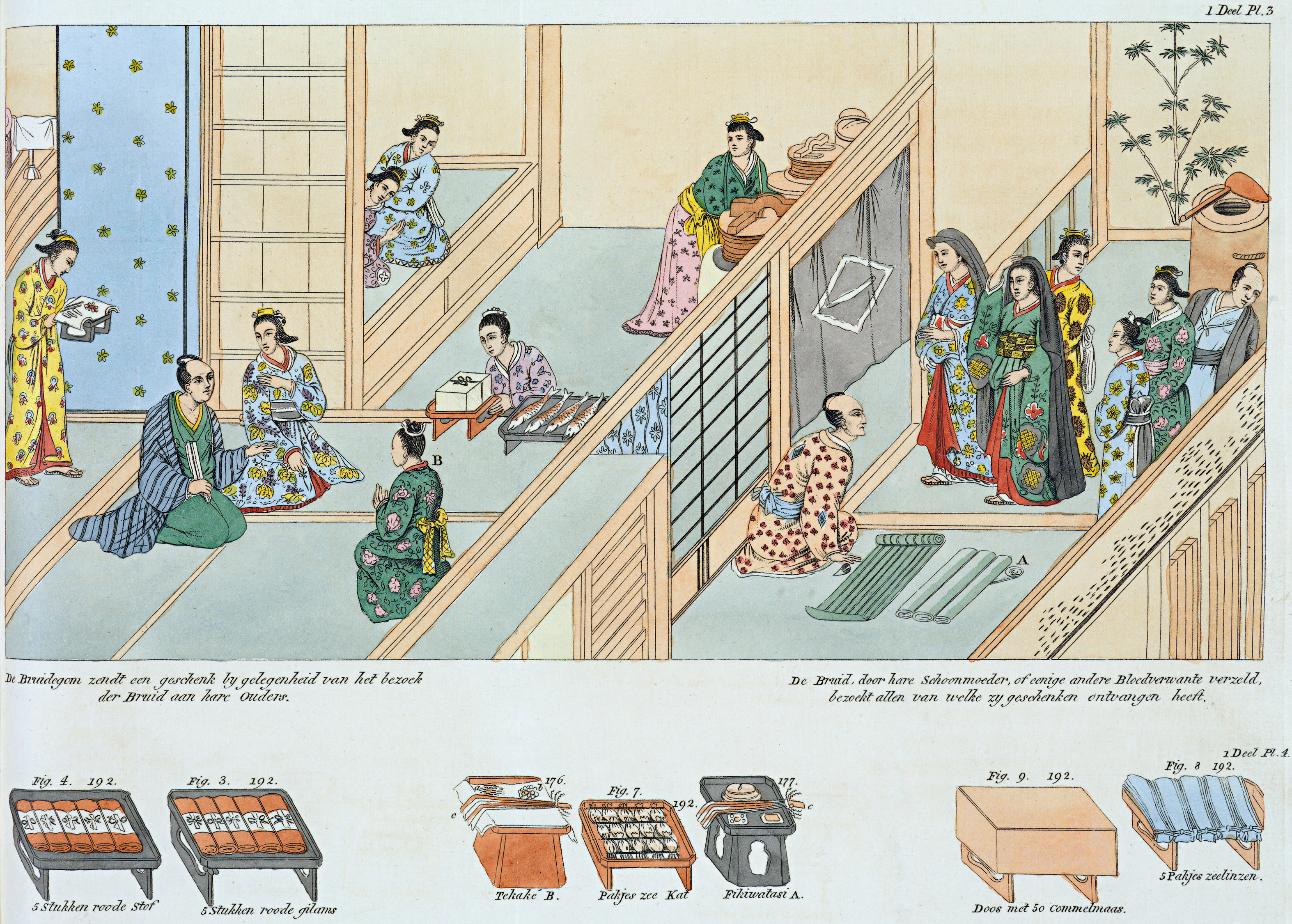
結婚式の彼の描写

- Titsingh, Isaac. (1820年). Mémoires et Anecdotes sur la Dynastie régnante des Djogouns, Souverains du Japon, avec la description des fêtes et cérémonies observées aux différentes époques de l'année à la Cour de ces Princes, et un appendice contenant des détails sur la poésie des Japonais, leur manière de diviser l'année, etc.; Ouvrage orné de Planches gravées et coloriées, tiré des Originaux Japonais par M. Titsingh; publié avec des Notes et Eclaircissemens Par M. Abel Rémusat. Paris: Nepveu.
- Titsingh, Isaac. (1822年). Illustrations of Japan; consisting of Private Memoirs and Anecdotes of the reigning dynasty of The Djogouns, or Sovereigns of Japan; a description of the Feasts and Ceremonies observed throughout the year at their Court; and of the Ceremonies customary at Marriages and Funerals: to which are subjoined, observations on the legal suicide of the Japanese, remarks on their their poetry, an explanation of their mode of reckoning time, particulars respecting the Dosia powder, the preface of a work by Confoutzee on filial piety, &c. &c. by M. Titsingh formerly Chief Agent to the Dutch East India Company at Nangasaki. Translated from the French, by Frederic Shoberl with coloured plates, faithfully copied from Japanese original designs. London: Ackermann

- Titsingh, Isaac. (1822年). Ceremonies Usitees Au Japon, Pour Les Mariages, Les Funerailles, Et Les Principales Fetes De L’Anee. Paris, Nepveu, 1822. 3 vols.
- Titsingh, Isaac. (1834年). [Siyun-sai Rin-siyo/Hayashi Gahō, 1652] Nipon o daï itsi ran [also known as Nihon Ōdai Ichiran]; ou, Annales des empereurs du Japon, tr. par M. Isaac  Titsingh avec l'aide de plusieurs interprètes attachés au comptoir hollandais de Nangasaki; ouvrage re., complété et cor. sur l'original japonais-chinois, accompagné de notes et précédé d'un Aperçu d'histoire mythologique du Japon, par M. J. Klaproth. Paris: Royal Asiatic Society, Oriental Translation Fund of Great Britain and Ireland. --Two examples of this rare book have now been made available online: (1) from the library of the University of Michigan, digitized January 30, 2007; and (2) from the library of Stanford University, digitized June 23, 2006.  Click here to read the original text in French.